# Notheme hemicosmeta
Notheme hemicosmeta är en fjärilsart som beskrevs av Hans Ferdinand Emil Julius Stichel 1910. Notheme hemicosmeta ingår i släktet Notheme och familjen Riodinidae. Inga underarter finns listade i Catalogue of Life.